# Uta Hagen
Uta Thyra Hagen (Göttingen, 12 de junho de 1919 - Nova Iorque, 14 de janeiro de 2004) foi uma atriz alemã, famosa por seus trabalhos no teatro americano, em peças como A Streetcar Named Desire e Quem Tem Medo de Virginia Wolf?.

## Biografia
Nascida em Göttingen, na Alemanha, Uta Hagen emigrou para os EUA, juntamente com sua família, quando tinha quatro anos. Criada em Madison, no Estado de Wisconsin, mudou-se para Nova Iorque, em 1937.

### Carreira no teatro
Seu primeiro trabalho professional foi em uma adaptação de Hamlet, de 1937, na qual teve a oportunidade de contracenar com Eva Le Gallienne.
Em seguida, continuou dedicando-se sempre ao teatro, tendo participado de encenações de A Gaivota, Otelo, Um Bonde Chamado Desejo e Quem tem medo de Virginia Wolf?.

### Casamentos
De 1938 a 1948, Hagen foi casada com o renomado diretor José Ferrer, com quem teve uma filha chamada Leticia. O divórcio com Ferrer decorreu de um caso entre Hagen e Paul Robeson, ator com quem ela contracenou em Otelo.
Posteriormente, em 1957, Hagen casou-se com Herbert Berghof, com quem permaneceu casada até 1990, quando Berghof faleceu.

### A professora
Co-fundadora do HB Studio, em 1957, juntamente com seu marido Herbert Berghof, Hagen também passou a lecionar aulas de drama. 
Entre tantos outros alunos, foi professora de futuros astros, tais como Robert De Niro, Liza Minnelli, Al Pacino, Sigourney Weaver, Matthew Broderick , Whoopi Goldberg e Amanda Peet.

### Longe das telas
Por vários anos, enquanto dedicava-se ao teatro, Hagen manteve-se longe das telas da TV e do cinema, à exceção de alguns breves trabalhos na televisão.
Finalmente, em 1972, fez sua estréia no cinema, estrelando o filme A Inocente Face do Terror. Os outros filmes em que atuou foram Os Meninos do Brasil e O Reverso da Fortuna.

## Prêmios
Por seu trabalho nos palcos, Hagen recebeu dois Tony.
Além disso, ganhou um Tony Especial pelo conjunto de sua obra, em 1999.
Tony
- 1951- Melhor Atriz de Drama por Amar é Sofrer
- 1963- Melhor Atriz de Drama por Quem Tem Medo de Virgínia Wolf?
- 1999- Prêmio Especial pelo Conjunto da Obra